# Lithostege illibata
Lithostege illibata är en fjärilsart som beskrevs av Ignaz Schiffermüller 1775. Lithostege illibata ingår i släktet Lithostege och familjen mätare. Inga underarter finns listade i Catalogue of Life.